# Verő György
Verő György, családi nevén Hauer Hugó (Igal, 1857. március 31. – Budapest, 1941. március 12.) zeneszerző, színműíró, rendező, színháztörténeti író.

## Élete
Hauer József és Mazaly Franciska fiaként született. A gimnáziumot Kalocsán, a jogot Pécsett végezte. Zenei tanulmányait a szülői háznál kezdte, majd Kalocsán, Berecz, Gormann és Mihályi zenetanároknál folytatta. 1880-ban színész lett Szegeden, majd 1882-ben karmester Miskolcon. 1883-ban a budapesti Népszínháznál mint rendező működött. E minőségben megmaradt 1887-ig, amikor vidékre ment, ahol nagyobb társulatok művezetője lett. 1892-ben a fővárosba költözött és ezután kizárólag irodalmi munkásságának élt. A Népszínház megalapításának félszázados évfordulójára írta meg annak történetét. Felesége Margó Célia operett-énekesnő, lánya Verő Márta színésznő, veje Zágon István volt.
Cikke a Magyar Hírlapban (1891. 175. sz. A nemzeti színház és a népszinmű).

## Színre került darabjai
- Fiatal asszony, kinek vén leánya van (vígj. 1 felv. Pécs, 1877)
- Prolog (Miskolc, 1882)
- Metuzalem herczeg, operett 3 felvonásban. írták Wilder és Delacour, ford. zenéje: ifj. Johann Strauss (először adták 1884. szeptember 5.)
- A műkedvelők (vígjáték 3 felvonásban, Miskolc, 1883)
- Már késő (vígjáték 1 felvonásban, Debrecen, 1888)
- A szultán, (operett 3 felvonásban, Budapest, Népszínház 1892. november 19.)
- Virágcsata (operett 3 felvonásban, Budapest, Népszínház 1894. április 28.)
- Kleopatra (operett, 1900)
- Az oroszlánvadász, operett 3 felvonásban. Írták: Franz von Schönthan és Stein, zenéjét szerzette (Budapest, 1900)
- Kain, verses tragédia 4 felvonásban (első előadása a budapesti Nemzeti Színházban 1902. április 4.)
- Leányka (daljáték 3 felv. szövegét és zenéjét írta, bemutató előadás a Népszínházban 1906. január 17.)
- A nép (színmű 3 felvonásban. Bemutató előadás a Nemzeti Színházban 1907. márc. 2.)
- Göre Gábor Budapesten (először a Kisfaludy Színházban: 1907. május 25.)
- Az ellenség (színmű, bemutató: Vígszínház, 1915)

## Munkái
- A műkedvelők. Vígjáték 3 felvonásban. Miskolc, 1882
- 1848. (Hadak útja). Látványos színmű, előjátékkal, 9 képben. Írta és zenéjét szerezte. Budapest, 1898. (Először a Népszínházban márc. 15.)
- 1000 év. Látványos énekes színmű dalokkal és tánccal, 3 felvonásban. Arad, 1899. (Első előadása a budapesti népszínházban ápr. 17., egy év alatt több mint 150 előadást ért meg).
- Lieder und Gesänge für eine Singstimme mit Pianofortebegleitung. Leipzig, 1899. Három füzet.
- Der Löwenjäger zenei részét írta (Bécs, Theater an der Wien 1896.)
- A Népszínház Budapest színi életében (Budapest, 1925)
- Blaha Lujza és a Népszínház (Franklin-Társulat, 1926)

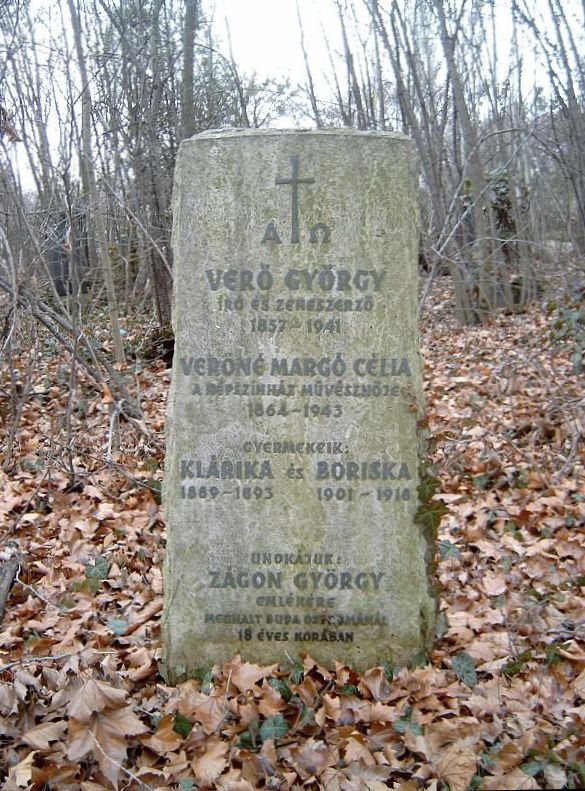
Sírja a Fiumei úti sírkertben (50/1-1-21)